# Unipolariteit
Unipolariteit is een term gebruikt in de internationale betrekkingen waarmee men een situatie aanduidt waarin één land alle andere landen naar eigen wil kan beïnvloeden. Wanneer een land over zulke macht over andere landen beschikt, wordt ook wel van een hegemon gesproken. Vlak na de Koude Oorlog bestond de gedachte dat de wereld unipolair geworden was, doordat alleen de Verenigde Staten als supermacht overeind waren gebleven. Dit idee heeft door de economische wederzijdse afhankelijkheid en de afname van politieke invloed van de VS echter aan populariteit verloren, en de wereld is tegenwoordig meestal als multipolair gezien.